# Paris en feu
Paris en feu ! (Ignis ardens)  est un roman d’Henri Barbot paru en 1914. Mélange de mysticisme catholique et d'éléments provenant de la science-fiction, le roman décrit l’approche d’une flotte de zeppelins allemands prêts à bombarder Paris.

## Résumé
Le roman décrit un Paris où règne la panique, à l'approche des zeppelins allemands. 
Chacun ne pense qu'à fuir, les gares sont le théâtre d'émeutes et un « gouvernement provisoire » s'est réfugié à Bordeaux.
Le personnage principal, Victorien Dantenne, détruit les envahisseurs grâce aux ondes hertziennes qu’il projette de la Tour Eiffel. L’énergie lâchée déclenche un feu qui détruit les zeppelins bourrés d'explosifs et qui consume Paris.

## Contexte et réception
Le roman est écrit et publié quelques mois avant le déclenchement de la Première Guerre mondiale ; il pressent l'importance de la  suprématie aérienne dans les guerres modernes.
L'auteur croit fermement en la véracité des apparitions à La Salette qui auraient annoncé la destruction de Paris par le feu. D'après son ami Léon Bloy, l'objet unique du roman « est de propager le Secret de la Salette, en excitant au plus haut point la curiosité ».
L'auteur annonce une suite pour octobre 1914 sous le titre L'épée foudroyante (La revanche de Paris). Néanmoins, ce roman ne semble pas avoir été publié.

## Sources

### Recensions
- Léon Bloy, « Un livre extraordinaire », L'Intransigeant,‎ 5 juillet 1914 (lire en ligne)
- Jean-Luc Boutel, « "Paris en Feu, Ignis Ardens" de Henri Barbot », Bulletin des amateurs d'anticipation ancienne et de littérature fantastique, no 4,‎ octobre 1990 (lire en ligne)
- Guy Costes et Joseph Altairac (préf. Gérard Klein), Rétrofictions : encyclopédie de la conjecture romanesque rationnelle francophone, de Rabelais à Barjavel, 1532-1951, t. 1 : lettres A à L, t. 2 : lettres M à Z, Amiens / Paris, Encrage / Les Belles Lettres, coll. « Interface » (no 5), 2018, 2458 p. (ISBN 978-2-25144-851-0).